# Josef Puchta

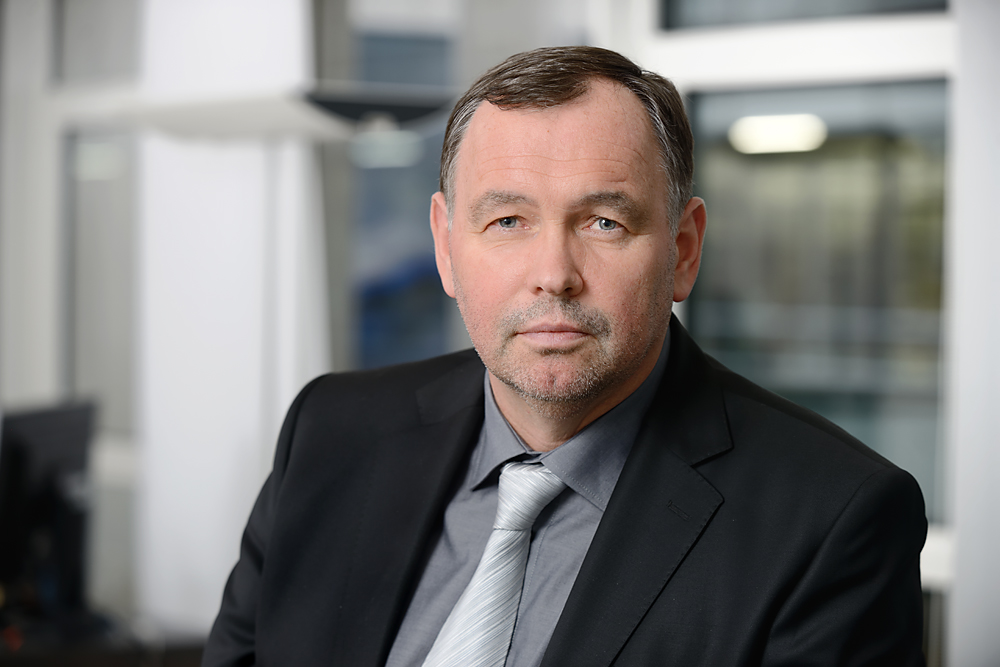
Josef Puchta

Josef Puchta (* 14. März 1954 in Altötting) ist ein deutscher Wissenschaftsmanager und war von 1996 bis 2019 kaufmännischer Vorstand des Deutschen Krebsforschungszentrums (DKFZ) in Heidelberg.

## Leben
Josef Puchta studierte Wirtschaftswissenschaften an den Universitäten Augsburg und Erlangen-Nürnberg. Als Promotionsstipendiat der Studienstiftung des deutschen Volkes war er 1983 und 1984 mehrere Monate zu Forschungsaufenthalten in Kanada. Dort legte er auch die Grundlage für seine empirische Dissertation zur Verwaltungskontrolle in Kanada, die er mit dem Prädikat „summa cum laude“ zum Dr. rer. pol. abschloss. In dieser Zeit war er als wissenschaftlicher Mitarbeiter am Institut für vergleichende Politikforschung der Universität Oldenburg tätig. Danach übernahm er 1987 die Leitung des Referats Planung, Koordination und Öffentlichkeitsarbeit der Deutschen Stiftung für internationale Entwicklung (DSE) in Berlin. Ab 1989 war er in der Senatsverwaltung für Wirtschaft und Technologie des Landes Berlin tätig. Im Februar 1992 übernahm Josef Puchta die Funktion des Administrativen Vorstands des neugegründeten Deutschen Instituts für Ernährungsforschung in Potsdam-Rehbrücke, zusammen mit seinem Kollegen Christian Barth als Wissenschaftlichem Vorstand. Nach knapp fünfjähriger Amtszeit wurde er im August 1996 zum kaufmännischen Vorstand des Deutschen Krebsforschungszentrums (DKFZ) in Heidelberg berufen. Bis 2003 war er gemeinsam mit Harald zur Hausen im Stiftungsvorstand. Von 2004 bis 2015 bildete er diesen gemeinsam mit Otmar D. Wiestler, von November 2016 bis Dezember 2019 zusammen mit Michael Baumann. Josef Puchta schied altersbedingt im Dezember 2019 aus dem Vorstand des DKFZ aus. In seine Zeit fielen viele wegweisende Bauvorhaben für das DKFZ, darunter das Genomforschungsgebäude im Technologiepark, das NCT Heidelberg oder jüngst das Zentrum für Bildgebung und Radioonkologie sowie die Generalsanierung des DKFZ-Hochhauses.
Während seiner Amtszeit hat sich die Zahl der Beschäftigten von 1600 auf etwa 3100 nahezu verdoppelt. Er etablierte Technologietransfer und Innovation Management am DKFZ und institutionalisierte damit die wirtschaftliche Verwertung von Forschungsergebnissen aus dem DKFZ. An der Gründung und am Ausbau der Standorte des Nationalen Centrums für Tumorerkrankungen sowie des Deutschen Krebskonsortiums war Josef Puchta maßgeblich beteiligt.
Nach seinem Ausscheiden aus dem Vorstand ist Josef Puchta dem DKFZ weiterhin verbunden. Zum 1. Febr. 2020 hat er in Teilzeit die Leitung der Stabsstelle „Private Forschungsförderung“ übernommen.
Er ist verheiratet, hat zwei erwachsene Kinder und lebt in der Nähe von Heidelberg.

## Lehre und Lehraufträge
Von 1984 bis 1987 war er Lehrbeauftragter an der Universität Oldenburg (Themen: Parlamentarismus, Verwaltungskontrolle, Methodenlehre und komparative Politikforschung). Seit 2002 lehrt er am Zentrum für Wissenschaftsmanagement an der Deutschen Universität für Verwaltungswissenschaften Speyer zu Technologietransfer und Management. Er lehrt außerdem seit 2004 an der Hochschule für angewandte Wissenschaften in Mannheim zu den Grundlagen des Managements und der Betriebswirtschaftslehre. Im Rahmen seines langjährigen Engagements an der Hochschule Mannheim wurde er im Jahr 2011 zum Honorarprofessor an der Hochschule für angewandte Wissenschaften in Mannheim ernannt.
Schwerpunkt seiner Lehrtätigkeit bilden die Grundlagen der BWL und des Managements (mit Fokus auf das Wissenschaftsmanagement).

## Engagements
Neben seiner Tätigkeit als kaufmännischer Vorstand des DKFZ ist und war Josef Puchta in verschiedenen Funktionen und Gremien tätig:
- Mitglied der Gesellschaft für Kanada-Studien e.V. (1983–1987)
- Vorsitzender des Verwaltungsausschusses der Wissenschaftsgemeinschaft Blaue Liste (heute: Leibniz-Gemeinschaft) (1995–1996)
- Mitglied des Vorstandes der BioRegion Rhein-Neckar-Dreieck e.V. (1997–2013)
- Mitglied im Executive Committee der European Association of Research Managers and Administrators (EARMA) (1998–2000)
- Mitglied des Präsidiums der HGF und Gastmitglied im Senat der Helmholtz-Gemeinschaft Deutscher Forschungszentren (HGF) e.V. (2000–2003)
- Stellvertretender Sprecher der kaufmännischen Vorstände der HGF-Zentren (2001–2003)
- Mitglied der Evalutionsteams für das Innovationsmanagement des Deutschen Zentrums für Luft- und Raumfahrt (DLR) (2002)
- Mitglied im Steering Committee des Nationalen Centrums für Tumorerkrankungen (NCT) Heidelberg (seit 2004)
- Vorsitz der Gutachterkommission zur Evaluierung des Büros Brüssel der HGF-Zentren (2007)
- Vorsitz der Arbeitsgruppe zum Aufbau der Helmholtz-Führungsakademie (2006)
- Mitglied im Beirat der DKFZ-Ausgründung Apogenix GmbH (seit 2007)[6]
- Mitglied im Beirat der HI-STEM gGmbH (Heidelberg Institute for Stem Cell Research and Experimental Medicine), einem JointVenture des DKFZ mit der Dietmar HoppStiftung (seit 2010)[7]
- Mitglied im Vorstand der Albert und Anneliese Konanz-Stiftung zu Gunsten der Hochschule für angewandte Wissenschaften in Mannheim (seit 2012)
- Vorsitzender des Administrative and Management Advisory Panels, das die Geschäftsführung der FAIR GmbH und der GSI Helmholtzzentrum für Schwerionenforschung GmbH in der Fusion und der Neuordnung der administrativen und Managementfunktionen unterstützt (seit 2015)

Josef Puchta ist wesentlicher Unterstützer der Deutsch-Israelischen Administratorenkonferenz, die 2022 zum 18. Mal stattgefunden hat. Alle zwei Jahre treffen sich Führungskräfte des DKFZ, der Universität Heidelberg, der Hebrew University of Jerusalem, Tel Aviv University, Ben-Gurion University of the Negev und des Weizmann Institute of Science abwechselnd in Deutschland und in Israel. Darüber hinaus hat Josef Puchta auch das heutige „Exchange Program for Administrative Managers and Executives“ aufgebaut.

## Ausgewählte Publikationen
- Josef Puchta Funktion und Rolle der Ombudsmans in den parlamentarischen Demokratien in: Udo Kempf / Herbert Uppendahl (Hrsg.): Ein deutscher Ombudsman, Opladen 1986, S. 119–129.
- Josef Puchta Auswahlbibliographie zum Ombudsman in: Udo Kempf / Herbert Uppendahl (Hrsg.) Ein deutscher Ombudsman, Opladen 1986, S. 257–267.
- Waltraud Kreutz-Gers/Josef Puchta Aktuelle Probleme demokratischer Responsivität – Parteienfinanzierung und Verwaltungskontrolle in der Bundesrepublik Deutschland und Kanada in: William M. Chandler (Hrsg.). Perspektiven Kanadischer Politik – Parteien und Verwaltung im Bundesstaat; Oldenburg 1986, S. 131–147.
- William A. Chandler/Josef Puchta Politische Implikationen des Staatswachstums in Kanada in: William M. Chandler (Hrsg.): Perspektiven Kanadische Politik – Parteien und Verwaltung im Bundesstaat; Oldenburg 1986, S. 33–50.
- Josef Puchta Personalisierte Verwaltungskontrolle in Kanada (Diss.), Bochum 1991.
- Josef Puchta / Sabine Moegen Kreativität und Steuerung. Das Management biomedizinischer Forschung, in: Rudolf Fisch / Steffen Koch (Hrsg.): Neue Steuerung von Bildung und Wissenschaft, Bonn 2005. S. 185–196.
- Josef Puchta Public Private Partnership – auch eine Option für Wissenschafts- und Forschungseinrichtungen, in: Zeitschrift für Wissenschaftsmanagement 10/2005.
- Josef Puchta Auf der Suche nach der richtigen Corporate Governance für ein Forschungszentrum: Das Beispiel des Deutschen Krebsforschungszentrum (DKFZ) in: Strategie, Steuerung und Governance außeruniversitärer Forschungseinrichtungen, Zeitschrift für Betriebswirtschaft (Journal of Business Economics) 1/2013, S. 101–122.